# Flaga Karwiny
Flaga Karwiny opracowana została na bazie barw heraldycznych herbu Karwiny. Jest to kwadrat, podzielony na pół wzdłuż. W prawej połowie znajduje się pół złotego orła górnośląskiego z czerwonym dziobem, językiem i łapami na błękitnym tle. W lewej połowie  umieszczono zieloną gałąź lipy z dwoma liśćmi i jednym kwiatostanem na srebrnym tle.